# 東側諸国

東側諸国

東側諸国（ひがしがわしょこく、英語: Eastern Bloc、イースタンブロック）は、およそ1945年から1991年までの冷戦時代において、軍事的、政治的、経済的、文化的にソビエト連邦と連携していた、あるいはその影響下にあった東ヨーロッパ諸国のブロック（圏）のことを指す。ポーランド人民共和国、ブルガリア人民共和国、ルーマニア社会主義共和国、チェコスロバキア社会主義共和国、ハンガリー人民共和国、ドイツ民主共和国（東ドイツ）、ユーゴスラビア社会主義連邦共和国、アルバニア社会主義人民共和国といった社会主義・共産主義諸国が含まれていた。ユーゴスラビアは1948年に追放され、アルバニアは1961年に脱退した。残りの国はソ連の影響圏を構成し、1989年に東欧革命が起こるまで、ソ連は直接的および間接的に支配した。
共産圏 (英語: Communist Bloc)、ソビエト・ブロック (英語: Soviet Bloc)、社会主義諸国 (英語: Socialist Bloc)ともいう。また単に東側ともいう。
東ヨーロッパだけでなく、アジア・アフリカなどの社会主義国、たとえば、中華人民共和国、モンゴル人民共和国、ベトナム民主共和国、ラオス、シリア、北朝鮮、アフガニスタン民主共和国、アンゴラ人民共和国なども指して使われた。
東側諸国の多くは、国名に「社会主義」を使用しているが、これはマルクス主義において、社会主義は共産主義にいたる前段階と考えられていることが反映されており、共産主義によって統治された諸国家ということでもある。
対する陣営は西側諸国で、これには西ヨーロッパ諸国、北アメリカ（アメリカ合衆国とカナダ）、日本、イギリス連邦などが含まれる。

## 名称

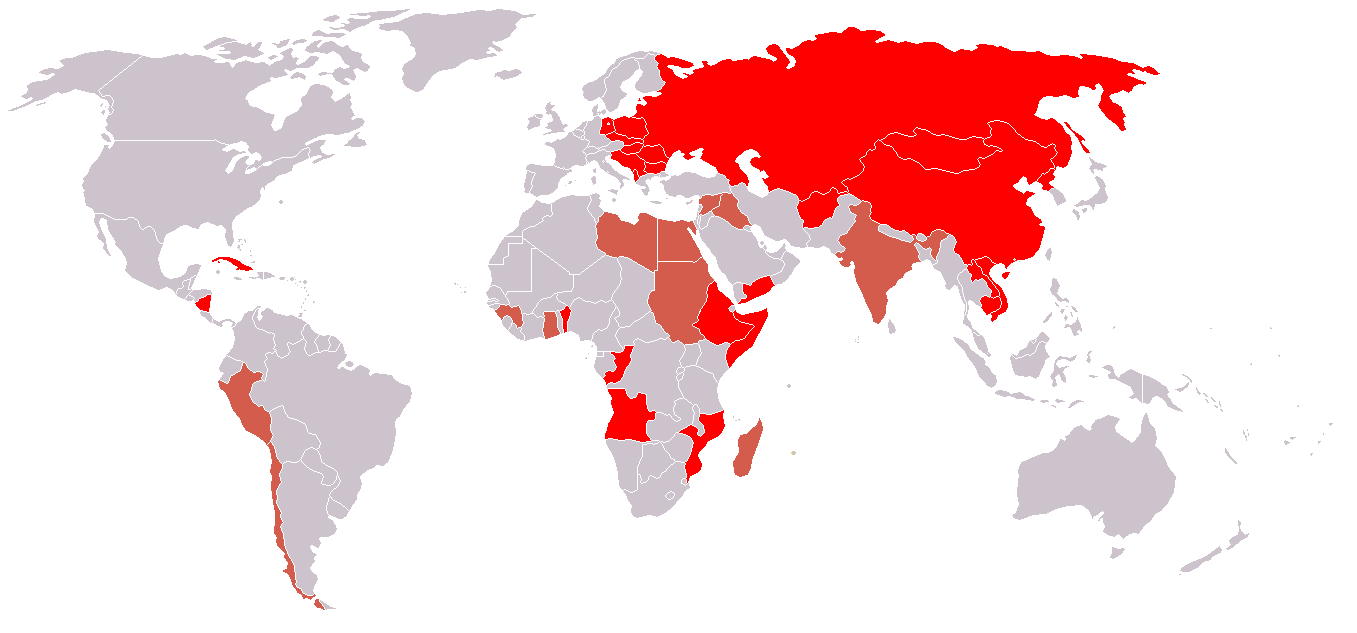
広義の東側諸国。赤が共産主義陣営、茶色が東側寄り、または同盟国

「東側諸国」はソビエトに主導された軍事同盟・ワルシャワ条約機構の加盟国や、社会主義国による国際間経済組織・経済相互援助会議（コメコン）の加盟国の別名としても使われた。
名称の由来は、米ソがヨーロッパを東西に二分したうち、地理的に近かった東欧側をソ連が解放者の衛星国として勢力圏に置いたことにある。米国がマーシャル・プランにより西側諸国を経済的支配に置いたことを警戒したソ連は、東欧諸国にマーシャル・プランのボイコットを呼びかけ、対抗して経済相互援助会議を創設し、東西両陣営の対立は先鋭化した。ソ連に「解放」された国々では、ソビエト連邦共産党のように共産党一党独裁体制を樹立。計画経済、秘密警察、強制収容所などソ連型社会主義を模した政治体制が各国で作られ、厳しい言論統制が行われた。
また、東ヨーロッパのみではなく、東アジアでは中華人民共和国、北朝鮮、モンゴルを始め、ベトナム、ラオス、カンボジアといったインドシナも東側陣営に組み込まれていた。北東アフリカでもエジプト、エチオピア、スーダン、ソマリア、リビアなどが東側の同盟国であった。西アジアでは南イエメン、イラク、シリアが東側に近かった。アメリカ大陸のキューバもそうであり、このように第三世界諸国の中にも東側寄りの国が多くあった。

## 経緯

### 成立
東ヨーロッパではロシアが支配し、ソビエト的近代化がなかば強制的に、なかば自発的に採用された。1948年2月、チェコでは共産主義者のクーデタによりプロレタリア独裁が樹立し(二月事件)、ポーランドの統一労働党、ドイツの社会主義統一党、ハンガリー勤労者党などが各国で権力を掌握した。チェコスロバキア共産党書記長クレメント・ゴットワルト、ポーランドの統一労働党書記長ボレスワフ・ビェルト、ドイツ社会主義統一党書記長ヴァルター・ウルブリヒト、ハンガリー勤労者党書記長ラーコシ・マーチャーシュら各党の書記長は独裁体制を敷いて、反対派の口封じをし、他政党を泡沫政党にして、議会制を空洞化し、検閲を押し付け、討論や集会も禁止した。
ドイツ民主共和国 (東ドイツ)では、労働組合が自由ドイツ労働組合に統一され、若者も自由ドイツ青年団に統合され、余暇活動とだきあわせでイデオロギー教化も行われ、各団体は共産党の方針と矛盾しないように社会活動と教化が一体化された。市民は、社会活動を進める際に、党組織を通らざるをえなくなった。

### 計画経済の失敗
東欧の計画経済もロシア同様に失敗した。工業の国有化は、大規模な会社部門を生み出したが、労働者の解放には失敗し、労働組合、党、官僚による統制下に置いた。
東側では、人々が体制を容認するようになるために、生活水準の改善が図られ、西側のような消費財生産を目指すようになった。しかし、計画経済は固定的な量的目標に重点を置いており、消費財生産において、消費者が満足するような質とスタイルを提供することは難しかった。東側でも冷蔵庫、テレビ、自動車が生産されたが、価格は高く、引き渡しは遅れ、デザインは時代遅れになるということが頻発した。政治の介入によって、供給と生産も不足し、配送の障害や、創造的デザインの萎縮が起こった。計画経済は移ろう需要に応えることができず、軍拡競争、秘密警察、党官僚制の莫大な費用も障害となった。食料、住宅、運輸への補助金給付や、生産コストを無視する価格統制は、資源の不適正な配分の原因となり、業績に関わらず職が安定したために勤労モラルが低下した。市場競争の導入の試みは、計画化イデオロギーの硬直性のためにつまずいた。西側との競争も、党幹部が西側に旅行すると、勝ち目がないことがわかった。消費をめぐる経済競争を導入したことで、党指導部は信用を失い、人々の共産主義への不満に火をそそいだ。計画経済では十分な消費財が行き渡らず、平等を語る共産党の言葉とは裏腹に、頂点にはノーメンクラトゥーラ(共産党の特権的エリート)と外貨保有者、中間に労働者と農民、底辺にキリスト教徒と元ブルジョワジーといった独自の階層社会を生み出しており、人々のあいだで共産主義体制への冷笑的態度が高まった。
戦後、東ヨーロッパでも、スターリン主義によって重工業が発達し、インフラや住宅の戦後復興への労働力の活用も成功した。しかし、経済的な安全保障が達成されると、共産主義による近代化の限界も明らかになった。ソビエトモデルの力ずくでの押し付けは、人々の願いに逆行していた。政治参加とは大衆組織への加入や独裁者への賛同を意味しており、戦間期の民主主義を経験した人々にとっては空虚だった。

### 文化
東側諸国では、文化でもソビエトモデルが支配的になり、知的な討論や芸術創造が窒息させられた。
学問においてはマルクス・レーニン主義の教義が叩き込まれ、自由な討論や研究が阻害され、科学的芸術的な刷新が抑え込まれた。マルクス・レーニン主義の教義がすべての学校で教えられ、大学やアカデミーにおける研究と教育の自由は厳しく締め付けられた。マルクスレーニン主義の古典を知の唯一の源泉として引用するように強制され、思考の歪みや言葉の捩れは欺瞞にみちていた。
文学における社会主義リアリズムは、モダニズムの実験を退け、「労働者文学」の創造を強制したが、乏しい結果となった。リトアニア系ポーランド人の作家チェスワフ・ミウォシュは社会主義的近代化の欺瞞的性質をただちに認識し、ロシアとその従属国で起きていることは一種の狂気だと批判した。
共産主義の独裁的アプローチは、市民社会を抑圧し、人権を無視し、近代社会の持つ自己肯定的な力強さを失わせた。
また、東ヨーロッパの解放時のソ連軍によるレイプや略奪や殺害の記憶は、ソビエトに対する否定的連想を抑え難いものとした。
「脱ナチ化」の名の下に行われた階級戦争は、土地所有者や工業家から収奪するもので、マルクス主義的な社会工学の冷徹さをさらけだした。政治的対案への乱暴な抑圧、秘密警察による反対者への追及、公の場での討論への口封じ、マルクスレーニン主義にもとづく訓練の強制、検閲によるイデオロギーの押し付けは、共産主義体制の非人間性をはっきりと示した。行きすぎた目標と残忍な手法によって、社会主義のプロジェクトは信用を失墜させた。共産主義的な近代化は、自己破壊的特性のために進歩の可能性を窒息させた。計画経済、一党独裁、イデオロギーの教え込みなどは、解決不能な矛盾を生んだ。東欧の人々は、ファシズムへの勝利を讃えながらも、共産主義の試みを戦慄のディストピアとして経験することになったとヤーラオシュは指摘する。

### ユーゴスラビアの追放
ユーゴスラビアが1948年のコミンフォルム会議で追放されると、スターリンは、東側ブロックの統一とイデオロギー的結合が損なわれることを恐れ、東側諸国全体で、秘密警察による拷問、見せしめ裁判などの粛清が行われた。

### ソ連の軍事勢力圏
東側諸国が形成された目的は、ソ連の軍事的保護であり、これらの諸国は、ソ連にとって西側との「緩衝地帯」だった。1955年のワルシャワ条約締結により、東側ブロックの軍事的連携が成文化された。こうして、東側の国々はしばしば軍事力を通じて、ソ連の勢力圏に留め置かれた。

### 民衆動乱とソ連の軍事支配
ソヴィエト・ブロックでは、民衆の不満が渦巻いていった。1953年の東ドイツでの抗議活動、1956年のポーランドでのポズナン暴動、ハンガリー革命が起こったが、ソ連は軍隊を派遣し、武力で鎮圧した。

#### 東ベルリン暴動
1953年の東ベルリン暴動では統一党がノルマを引き上げ、賃金を引き下げると、労働者がストライキを行い、25000人のデモ隊は一党独裁を批判して自由選挙やドイツ統一を要求し、党職員に暴行したり、囚人を解放したりした。東ドイツ政府の要請で出動したソビエト連邦軍が武力で市民を鎮圧し、７５人の市民が殺害され、1600人が「反革命クーデタ計画」への罰で収監された。

#### フルシチョフのスターリン批判
1953年にスターリンが死んだ後の、非スターリン化は東側諸国の不安を引き起こした。
1956年2月にフルシチョフがスターリン批判を行い、粛清や、諸民族の強制移住などを暴露し、個人崇拝を批判すると、スターリンは、マルクス・レーニン主義という擬似宗教的信仰体系における聖人の地位から引き摺り下ろされた。
フルシチョフのスターリン批判と脱スターリン化に衝撃を受けた中華人民共和国はソ連を修正主義だと批判した。毛沢東は農本共産主義を展開し、大躍進運動を行い、北朝鮮や北ベトナムをひきつける一方で、中国とソ連はアムール川国境地帯で武力衝突にさえなる(中ソ国境紛争)など、モスクワは共産主義陣営への統制力を徐々に失っていった。
フルシチョフもまた権威主義的スタイルであり、農業改革に失敗し、党官僚制の再編は党職員にとって地位を失う恐れを生じさせ、フルシチョフはクーデタで更迭された。
続くソ連共産党書記長ブレジネフも、新たなスターリン主義的な政策を行った。

#### ポーランドのポズナン暴動
1956年6月のポーランドのポズナン暴動では、労働者が新たな自由を求めたが、共産主義者は弾圧した。知識人は思想統制に不満を述べ、スターリン金属プラントの労働者は食料改善と賃上げを求めてストライキを行い、10万人の支持者は、ポーランド統一労働者党地方本部を襲撃、警察を武装解除させた。ポーランドの指導部はヴワディスワフ・ゴムウカを第一書記に選出しようとしたが、ゴムウカの選出をやめさせるようにとのソ連軍による最後通告を受けた。
このポズナン暴動に対して、コンスタンチン・ロコソフスキー将軍は、「ドイツ人工作員」への対抗措置と称して、ソ連に救援を頼み、戦車400両と1万人のソ連軍が武力で鎮圧し、少なくとも57人が死亡、600人が負傷、250人が逮捕された。しかし、ソ連は暴動拡大を抑えるために、ヴワディスワフ・ゴムウカを第一書記に任命することを許可した。

#### ハンガリー動乱
ポーランドに続く1956年10月のハンガリー動乱は、ソヴィエト支配へのもっと劇的な挑戦だった。デモを行う学生のラジオ放送が阻止されたことから暴動を起こした叛徒は、秘密警察や党職員を襲い、新首相ナジ・イムレは自由選挙とワルシャワ条約機構からの離脱を発表した。ハンガリーは一時、共産主義政権を倒し、より民主的でモスクワから独立した国家運営の道を模索しようとした。しかし、11月4日、ソ連軍が鎮圧のために侵攻し、一週間の戦闘で2500人のハンガリー人が虐殺され、20万人が国外脱出し、ソヴィエト共産主義の独裁的な顔を明るみにだした。

#### 1960年代
ポーランドのヴワディスワフ・ゴムウカ政権下の1968年3月、アダム・ミツキェヴィチの愛国劇が禁止されると、抗議する学生が弾圧され、アダム・ミフニクら2725人が逮捕された。ミェチスワフ・モチャル内相は、騒乱の責任はシオニストだと告発し、ユダヤ人に出国を命じた。これにより政権は支配力を取り戻した。

#### チェコスロバキアのプラハの春
チェコスロヴァキアは1968年のプラハの春の自由化の後、ソ連軍に侵攻された（チェコ事件）。
チェコスロバキアでは、脱スターリン化の遅れや、重工業の不適切な計画、検閲などに市民は鬱憤を募らせていた。また、スロバキア側はチェコと比べて経済計画で無視されていると感じていた。スロバキア共産党第一書記のドゥプチェクがチェコスロバキア共産党第一書記に就任すると、言論・報道の自由、消費経済への方向転換を約束して、「人間の顔をした社会主義」を提唱し、メディアは共産党の腐敗を暴露し、穏健派の社会民主党も復活し、内部からの共産主義の民主化が進んだこれらの改革はプラハの春とよばれる。歴史学者コンラート・H・ヤーラオシュは「めまぐるしいプラハの春の日々には、どんなことでも可能に思われた。内部からの共産主義の民主化も含めて。」と書いている。
共産党の支配力喪失を恐れたブレジネフは、ワルシャワ条約機構軍の軍事介入による自由化阻止を決断した。東ドイツのウルブリヒト、ポーランドのゴムウカ、ハンガリーのヤーノシュらも不人気であり、自由化要求が自国に波及することを恐れていた。8月のワルシャワ条約機構会議ではチェコの改革者はこうした懸念を打ち消すことができなかった。
チェコの少数の保守派がソ連に支援を求めると、ブレジネフは共産主義解体阻止を理由に侵攻を命じ、1968年8月20日夜、20万人のワルシャワ条約機構軍が戦車2000両とともに侵攻し、72人が殺害され、700人が負傷した。
西側諸国の抗議は役に立たず、国連の非難決議はソ連の拒否権により阻止された。チェコスロヴァキア侵攻以降、ブロック諸国の離脱を恐れたソ連は、ブレジネフ・ドクトリンというソ連が東側諸国の政府に対する許容する限界を指定し、これを超えた場合は、軍事介入を行うものとして公式に成文化された。ドゥプチェクの後任グスターフ・フサークは、消費財やテレビの娯楽番組を多く提供する一方で、検閲を強化した。
なお、ワルシャワ条約機構の全ての国が集団で行動したわけではない。ニコラエ・チャウシェスクはソ連によるチェコスロヴァキア侵攻を非難し、ルーマニアは侵攻に加わらなかった。それ以降ルーマニアはソ連とは一線を画した独自の道を歩むことになる。

### 民主化と自由化への道
プラハの春の弾圧は、知識人にとって共産主義のユートピア的魅力に終止符を打つこととなり、スターリン主義を除去して民主化するという共産主義の自己改革への期待は粉砕された。チェコへの武力侵攻は、ソ連による東欧支配が、ロシア帝国主義の一形式であることを露呈させ、ソ連による異論の弾圧は、西側の共産主義への幻想を打ち砕き、ソヴィエトにおける近代化が自発的協力でなく、強制に依拠することを知らしめ、その信用は失墜した。ソ連が押し付けた重工業化は非生産的であることも露呈した。共産主義は、進んだ社会福祉を主張したが、それは基本的自由の存在しない独裁体制下のものであった。
政治的弾圧のために、西側でいう人権が、東側の知識人や市民にとって切実なものとなった。東の知識人は、表現の自由の保障に必須のものとして市民的権利を再発見した。挫折したヨーロッパの左派は、ネオマルクス主義的セクト主義の袋小路に陥ったり、非生産的なテロリスト的暴力信仰から距離をとり、環境保護、ジェンダー平等、国際平和といった個別の課題を扱うようになった。
自由化によって異論派の運動が活発になった。水爆開発者アンドレイ・サハロフは軍縮をよびかけ、共産党による検閲から自由な公共圏をつくるために地下出版が発展した。ポーランドでは、ヤツェク・クーロンやアダム・ミフニクが活動し、チェコではヴァーツラフ・ハヴェルら憲章77グループ、東ドイツではロベルト・ハーヴェマンやヴォルフ・ビーアマンが独裁体制を批判した。
若手党員は、停滞状況に苛立ちを募らせ、変化を望まない長老支配に責任があると考えた。党幹部でさえ、外国旅行を通じて、技術や生活水準で西側に負けていると確信するようになった。しかし、どんな改革も、正統派の老人幹部に阻止された。
1980年代には、東側ブロックの強面の外観と、内部の弱体化が進行した。各国共産党は、大衆組織を統制し、メディアを独占し、経済を支配した。他方、労働者は報復を恐れず、若者のサブカルチャーや異論派は、独自の意見を述べることのできる市民社会を復活させようとした。党は、強硬派と改革派に分裂し、根腐れが進み、共産主義的近代性という選択肢は、安定性を失った。
デタントによって、資本主義は不倶戴天の敵から、貿易、運動競技、科学における潜在的パートナーとなり、東西の対話は、実際の協力関係に発展する可能性を意味し、鉄のカーテンを超えたコミュニケーションは、秘密警察を困惑させた。そしてなによりも、労働者階級が共産主義へ幻滅していた。

### 東側諸国の終焉 (東欧革命)
1980年代後半、ミハイル・ゴルバチョフの率いるソ連は次第に東側諸国への内政干渉を行わないようになった。ブレジネフ・ドクトリンの廃止とシナトラ・ドクトリンとして知られる新思考外交は、東欧に劇的な影響を及ぼした。東側諸国の共産主義政権は1989年の夏から冬までの間に次々と崩壊し（東欧革命）、東側は終焉を迎えた。これにより、各国で、共産党一党独裁制が打倒され、民主政治が樹立し、市場主義経済への移行が行われた。この結果、冷戦も終結した。

## 一覧

### 東側陣営
ヨーロッパ(ワルシャワ条約機構加盟国)
- ソビエト連邦 - 1991年12月25日に崩壊
- チェコスロバキア - チェコスロバキア社会主義共和国(1948年 - 1989年) - ビロード革命でチェコスロバキア共産党の一党独裁体制が崩壊。1993年に連邦制を解消してチェコ共和国とスロバキア共和国に分離。
- 東ドイツ (ドイツ民主共和国) - 1990年のドイツ再統一でドイツ連邦共和国（旧西ドイツ）に編入
- ハンガリー - ハンガリー人民共和国(1949年 - 1990年) 1989年、多党制に基づくハンガリー第三共和国が成立した。1999年に北大西洋条約機構（NATO）に、2004年に欧州連合（EU）に加盟した。
- ブルガリア - ブルガリア人民共和国(1946年 - 1990年)。1990年にブルガリア共産党による一党独裁が放棄され、ブルガリア共和国になる。
- ポーランド - ポーランド人民共和国(1947年 - 1989年) 1989年に非共産党政権が成立してポーランド第3共和国となる。
- ルーマニア社会主義共和国 - ルーマニア社会主義共和国(1947年 - 1989年) - ニコラエ・チャウシェスクの下で独自路線を行い、ソ連と距離を置き、西側から支援を受けていたが、1989年12月25日、ルーマニア革命ででルーマニア共産党による一党独裁が終わり、ルーマニア国となる。
- アルバニア - アルバニア人民共和国は1946年にアルバニア共産党(1948年にアルバニア労働党となる)が建国。1976年に アルバニア社会主義人民共和国に改称。アルバニア人民共和国は第二次世界大戦で政府を独力で樹立し、ソ連の影響からは独立した状態であった。アルバニアは、当初ソ連寄りのスターリニズム国家であったが、スターリン主義がフルシチョフによって批判されたことから決別した。さらに、1960年代前半に中ソ対立の結果、｢反修正主義｣の立場からソ連と対立して、毛沢東主義の中華人民共和国寄りとなる。しかし、文化大革命後に同国が改革開放路線に舵を切ったことから中国からも決別。その後はソ連・中国両方から距離を置いた半鎖国的な独自路線を取っていった（ホッジャ主義）。1991年にアルバニア共和国に改称。2014年よりEU加盟候補国。

アジア
- モンゴル人民共和国（モンゴル人民共和国。現在はモンゴル国）
- 中華人民共和国（1949年 - 1960年）
- 北朝鮮（朝鮮民主主義人民共和国） - 北朝鮮は、建国期から朝鮮戦争期の1950年代まではソ連の影響下にあり、同時に中華人民共和国の軍事支援なども受けていた。その後、体制内派閥抗争による粛清が多く行われ、満州派であった金日成主席への個人崇拝体制へと変貌してゆく中で、中ソ対立の結果、双方と距離を置いた、「主体思想」と呼ばれる独自路線の体制・外交路線に向かっていった。
- 民主カンプチア - 中国と親密だったがカンボジア・ベトナム戦争の敗北により政権が崩壊。その後はゲリラ化して、中国ならびにアメリカ、イギリス、タイなどの西側から支援を受けて国際連合にも議席を維持し続けた。民主カンボジアは、中華人民共和国の支援を受けており、また対立していたベトナム民主共和国を支援していたソ連とも対立した。カンボジア・ベトナム戦争では、ベトナム社会主義共和国の軍事侵攻を受け、さらにベトナムの支援によって、親ベトナム・ソ連政権のカンプチア人民共和国政権が誕生した。中ソ対立で反ソ連の立場にあった中華人民共和国およびアメリカ合衆国や日本などの西側諸国は、クメール・ルージュによる大量虐殺を受けてもなお、反ソ連で利害が一致した民主カンプチア政権側を支持し続けた[要出典]。
- カンプチア人民共和国
- ベトナム民主共和国→ ベトナム
- ラオス

中東
- シリア
- 南イエメン - 1990年、イエメン共和国（北イエメン）に編入
- アフガニスタン民主共和国

アフリカ
- → リビア - 1969年のカダフィ政権樹立以降。2011年に崩壊し、現在はリビア国
- コンゴ人民共和国（現在はコンゴ共和国）
- 社会主義エチオピア→ エチオピア人民民主共和国 (帝政崩壊後)
- アンゴラ (アンゴラ人民共和国)
- モザンビーク人民共和国
- ベナン（現在はベナン共和国）
- ソマリア民主共和国（オガデン戦争まで）

中南米
- キューバ共和国（キューバ革命後）
- ニカラグア共和国

## 東側寄りの国
ヨーロッパ
- ユーゴスラビア - 当初は、ソ連寄りであったがヨシップ・ブロズ・チトー（首相のちに大統領となる）がソ連と決別して独自の社会主義路線を採用した。チトー元帥率いるパルチザンが第二次世界大戦中にソ連軍が迫る前に独力でドイツ軍からの解放を成し遂げたこと、加えてスターリン主義に対する批判を行なったため、ソ連の指導力は限定的であった。ユーゴスラビアはワルシャワ条約機構に加盟しておらず、冷戦中、中立国であることを宣言し、非同盟運動の提唱国のひとつとなった。

アフリカ
- エジプト（第四次中東戦争後、サダト大統領の政策転換により、親西側路線に転換）
- セーシェル（1977年のフランス＝アルベール・ルネによる権力掌握以降）

アジア
- ビルマ（ミャンマー）
- インド
- インドネシア（スカルノ政権の崩壊により、親西側路線に転換)
- パレスチナ国（1988年の独立宣言に伴いソ連など東側諸国が国家承認。ただし当時は実効支配に至らず）
- バングラデシュ
- イラク
- アラブ連合共和国（シリアとエジプトによる連合国家）→エジプトは連合解消後、親米国家となる。

中部・南アメリカ
- グレナダ（グレナダ侵攻により、社会主義政権が崩壊）
- チリ（チリ・クーデターによる社会主義政権崩壊後、西側）
- パナマ（1968年のオマール・トリホスによる軍事クーデター以降、アメリカに侵攻されるまで22年間統治した）